# Clermont County
Clermont County är ett administrativt område i delstaten Ohio, USA, med 197 363 invånare. Den administrativa huvudorten (county seat) är Batavia.

## Geografi
Enligt United States Census Bureau har countyt en total area på 1 185 km². 1 171 km² av den arean är land och 16 km² är vatten.

### Angränsande countyn
- Warren County - nord
- Clinton County - nord
- Brown County - öst
- Bracken County, Kentucky - syd
- Pendleton County, Kentucky - sydväst
- Campbell County, Kentucky - sydväst
- Hamilton County - väst

### Orter
- Batavia (huvudort)
- Loveland (delvis i Hamilton County, delvis i Warren County)
- Milford (delvis i Hamilton County)